# Ferdinand Zellbell (der Ältere)
Ferdinand Zellbell der Ältere (* 14. April 1689 in Uppsala; † 6. Juli 1765 in Stockholm) war ein schwedischer Organist und Komponist.
Zellbell war von 1715 bis 1751 Hofkapellmeister und außerdem von 1717 bis 1753 Organist an der Storkyrkan in Stockholm. Von ihm sind Temperatura Tonorum (1740) und ein Choralbuch erschienen. Sein Sohn war der Organist und Komponist Ferdinand Zellbell (der Jüngere).